# B - L
입자물리학에서 B − L("bee minus ell")은 중입자수(B)와 렙톤수(L)의 차이를 의미하는 물리량이다.

## 상세
이 양자수는 일부 대통일 이론에서 광역/게이지 U(1) 대칭의 전하이며 U(1)B − L라고 부른다. 바리온수 따로, 렙톤수 따로와는 다르게 이 가상의 대칭은 키랄 이상이나 중력 변칙을 통해서도 붕괴되지 않기 때문에 광역성을 가지고 있다고 하며 이 대칭을 자주 사용하고 있는 이유이기도 하다. 만약 B − L 대칭이 실제로 존재한다면, 시소 매커니즘을 가정하여 중성미자에게 질량을 부여하면서 자발 대칭 깨짐이 이루어져야 한다. 이 대칭과 관련된 게이지 보손을 X와 Y보손이라고 한다.
B − L에서 바리온수 보존 및 렙톤수 보존이 붕괴되는 이상이 나타나더라도 B − L수는 항상 보존될 것이다. 한가지 가상의 예로는 양성자(B = 1; L = 0)가 양성자 붕괴가 발생해 파이온(B = 0, L = 0)과 양전자(B = 0; L = −1)로 붕괴돼도 B − L수는 일정하다.
약한 초전하 Y
W는 B − L와 다음 관련이 있다.
X + 2Y
W = 5(B − L)
여기서 X는 U(1) 대칭 대통일 이론 관련 보존 양자수이다.

## 같이 보기
- 중입자 생성 (Baryogenesis)
- 경입자 생성 (Leptogenesis)
- 마요론 (Majoron)
- 양성자 붕괴
- X와 Y보손
- X (전하)
- 렙토쿼크 (Leptoquark)

## 참고 문헌
- K. Hagiwara et al., "Particle Data Group current best estimates of proton lifetime", Phys. Rev. D 66, 010001 (2002) ISBN 978-0684865768
- Adams, Fred and Laughlin, Greg The Five Ages of the Universe: Inside the Physics of Eternity ISBN 0-684-86576-9
- Krauss, Lawrence M. Atom: An Odyssey from the Big Bang to Life on Earth ISBN 0-316-49946-3